# Direct market access
L'accès direct au marché (DMA) est un terme utilisé sur les marchés financiers pour décrire les installations de négociation électronique qui donnent aux investisseurs un moyen d'interagir avec le carnet d'ordres d'une bourse, afin de négocier des instruments financiers.

## Fonctionnement
Normalement, la négociation sur le carnet d'ordres est réservée aux courtiers et aux animateurs de marchés membres de la bourse. Avec le DMA, les sociétés d'investissement (également appelées sociétés d'achat ) et d'autres opérateurs de marché privés utilisent l'infrastructure informatique des sociétés de vente telles que les banques d'investissement et l'accès au marché que ces sociétés possèdent, mais contrôlent elles-mêmes la manière dont une transaction commerciale est gérée en transmettant ou pas l'ordre à exécuter à ses propres traders internes. Aujourd'hui, le DMA est souvent associé au trading algorithmique donnant accès à de nombreuses stratégies de trading différentes. Certaines formes de DMA, plus particulièrement « les liens sponsorisés », ont soulevé d'importantes préoccupations en matière de réglementation des possibles dysfonctionnements du marché qu’ils peuvent induire.

## Historique
Les marchés financiers sont progressivement passés du système de criée autour de la « corbeille » vers un système décentralisé et électronique, fondé sur l’échange automatique d’information et la passation d’ordre sur des écrans. Avec cette évolution, est également née la possibilité de devenir eux-mêmes courtiers plutôt que de passer des ordres en passant par un courtier. La mise en œuvre du protocole FIX a donné la possibilité à tous les acteurs du marché d'acheminer des ordres par voie électronique vers les bureaux d'exécution. Les progrès de la technologie ont permis de soumettre des instructions plus détaillées par voie électronique avec la commande sous-jacente.
L’évolution logique de ces possibilités, c’est de permettre aux investisseurs de traiter leurs propres ordres directement sur leur propre carnet d'ordres sans recourir aux teneurs de marché. Cela a d'abord été facilitée par les réseaux de communication électronique tels que Instinet. Conscientes de la menace pour leurs propres activités, les banques d'investissement ont commencé à acquérir ces sociétés (par exemple, l'achat d'Instinet en 2007 par Nomura Holdings) et à développer leurs propres technologies DMA. La plupart des principaux courtiers fournissent désormais des services DMA à leurs clients en plus de leurs ordres traditionnels « travaillés » et de leurs solutions de trading algorithmiques donnant accès à de nombreuses stratégies de trading différentes.

## Avantages
Il existe différentes raisons pour lesquelles un trader peut choisir d'utiliser le DMA plutôt que d'autres formes de placement d'ordres :
- Le DMA offre généralement des coûts de transaction inférieurs car ils ne correspondent qu’au coût de la technologie. Le recours à la DMA évite de devoir supporter les charges habituelles de gestion et de surveillance des ordres qui accompagnent un ordre transmis à un courtier traditionnel pour exécution.
- Les ordres sont traités directement par l'initiateur, ce qui lui donne plus de contrôle sur l'exécution finale et la possibilité d'exploiter plus rapidement les opportunités de liquidité et de prix.
- Les risques de fuites d'informations sont minimisés car la négociation est effectuée de manière anonyme en utilisant l'identité du fournisseur DMA comme couverture. Les systèmes DMA sont également généralement protégés des autres bureaux de négociation au sein de l'organisation du fournisseur par un mur chinois.
- L'accès direct au marché permet à un utilisateur de « négocier le spread » d'une action. Cela est facilité par la permission d'entrer votre ordre dans le carnet d'ordres « Niveau 2 », éliminant ainsi le besoin de passer par un courtier ou un revendeur.

## Accès direct au marché à très faible latence (ULLDMA)
Les plateformes de trading avancées et les passerelles de marché sont essentielles à la pratique du trading à haute fréquence. Le flux d'ordres peut être acheminé directement vers le gestionnaire de ligne où il est soumis à un ensemble strict de filtres de risques avant d'atteindre le(s) lieu(x) d'exécution. En règle générale, les systèmes ULLDMA construits spécifiquement pour HFT peuvent actuellement gérer des volumes élevés et n'encourent aucun délai supérieur à 500 microsecondes. Un domaine dans lequel les systèmes à faible latence peuvent contribuer à la meilleure exécution est celui des fonctionnalités telles que l'accès direct à la stratégie (DSA) et le Smart Order Router.

## Accès direct au marché des changes
L'accès direct au marché des changes (FX DMA) fait référence aux installations électroniques qui font correspondre les ordres de change d'investisseurs individuels et de sociétés d'achat avec les prix des teneurs de marché bancaires. Les infrastructures FX DMA, fournies par des bureaux d'agences FX indépendants, consistent en une interface de trading frontale, API ou FIX qui diffuse les données de prix et de quantité disponibles de plusieurs contributeurs bancaires et permet aux traders, à la fois des institutions du marché interbancaire et des particuliers de négocier sur le marché des changes de détail dans un environnement à faible latence.
Autres critères de définition du FX DMA :
- Les transactions sont appariées uniquement sur un protocole prix/temps. Il n'y a pas de nouvelles cotations.
- Les plates-formes affichent la gamme complète (0-9) d'un dixième de pip ou de pourcentage en point conforme aux protocoles de cotation professionnels du marché des changes et non à la tarification d'un demi-pip (0 ou 5).
- Les plates-formes anonymes garantissent des prix neutres reflétant les conditions mondiales du marché des changes, et non la connaissance ou la familiarité d'un courtier avec les méthodes de négociation, les stratégies, les tactiques ou les positions actuelles d'un client.
- Contrôle amélioré de l'exécution des transactions en fournissant des données de prix et de quantité en direct et exécutables permettant à un trader de voir exactement à quel prix il peut négocier pour le montant total d'une transaction.
- Les commandes sont facilitées par des courtiers en agence. Le courtier n'est pas un teneur de marché ou une destination de liquidité sur la plate-forme DMA qu'il fournit aux clients.
- Les structures de marché montrent des écarts variables liés aux conditions du marché interbancaire, y compris la volatilité, les nouvelles en attente ou récemment publiées, ainsi que les flux de négociation des teneurs de marché. Par définition, les structures de marché FX DMA ne peuvent pas afficher de spreads fixes, qui sont indicatifs des plates-formes de concessionnaires.
- Les frais sont soit une majoration fixe du prix de transaction du client et/ou une commission.

## Voir également
- Teneur de marché
- Négoce en accès direct
- Traitement direct